# Buddleja coriacea
Buddleja coriacea es un árbol o arbusto endémico de los Andes, desde la Cordillera Blanca en Perú hasta el área cercana al Lago Titicaca , en los Yungas en Bolivia. Crece en suelos pedregosos secos a semi-húmedos en elevaciones entre los 3000 a 4350 m s.n.m., donde las temperaturas van de -3° a 15 °C y los vientos son fuertes y persistentes. Esta especie fue nombrada y descrita por Ezechiel Jules Rémy en 1847.

## Descripción
B. coriacea crece típicamente como un arbusto o árbol con copa densa, ramíficandose casi desde el nivel del suelo. Aunque normalmente crece menos de 4 m en altura en estado silvestre, ocasionalmente pueda llegar a los 12 m, con troncos de hasta 40 cm de diámetro; la corteza es fisurada. La especie se distingue principalmente por sus hojas pequeñas, gruesas y coriáceas, de 1–4  cm de largo y 0.5–1.5 cm de ancho, con peciolos de 3–4 mm de largo. El haz de las hojas es verde oscuro y glabro, contrastando con el envés, que está cubierto de un indumento canela-marrón. Las inflorescencias perfumadas tienen de 3–8 pares cimas en forma de cabezuela, 0.9–1.2 cm de  diámetro, con 8–12 flores; las corolas tienen 4.5–6 mm de largo, color amarillo intenso a naranja-amarillo, volviéndose naranja-rojizo con la edad. La floración ocurre durante todo el año, pero más comúnmente entre diciembre y junio. Ploidía: 2n = 76 (tetraploide).

## Cultivo
B. coriacea se cultiva en los altos Andes como cortina rompevientos, como fuente de humus para mejora del suelo, y como madera de alta calidad y resistente a la pudición, para su uso en construcción y fabricación de herramientas agrícolas. El arbusto fue introducido a la horticultura en el Reino Unido alrededor de 1994, y se conservan especímenes como parte de la colección nacional del NCCPG  en el Vivero Longstock Park, cerca a Stockbridge. A pesar de que no es del todo resistente en el Reino Unido, el arbusto puede sobrevivir la mayoría de los inviernos con algo de protección; las inundaciones en invierno son  consideradas como el peligro más grande para la planta. Nunca se ha sabido que este arbusto florezca en el Reino Unido a causa de la insuficiente intensidad o la duración de sol. Zona de rusticidad: USDA Zona 9.

## Híbridos
Se cree que esta especie se híbrida comúnmente con B. montana y B. incana en estado silvestre.

## Nombres comunes
- Colle, kolle, culli, quishuar, puna quishuar, tanas (Perú),[1] quiswara, pallmu (Bolivia)[cita requerida]

## Lectura adicional
- Cruz, N., Morales, M, & Rojas, E. (2000). Buddleja coriacea. Fichas Técnicas de Especes Forestales. BASFOR, Bolivia.